# 中心小体

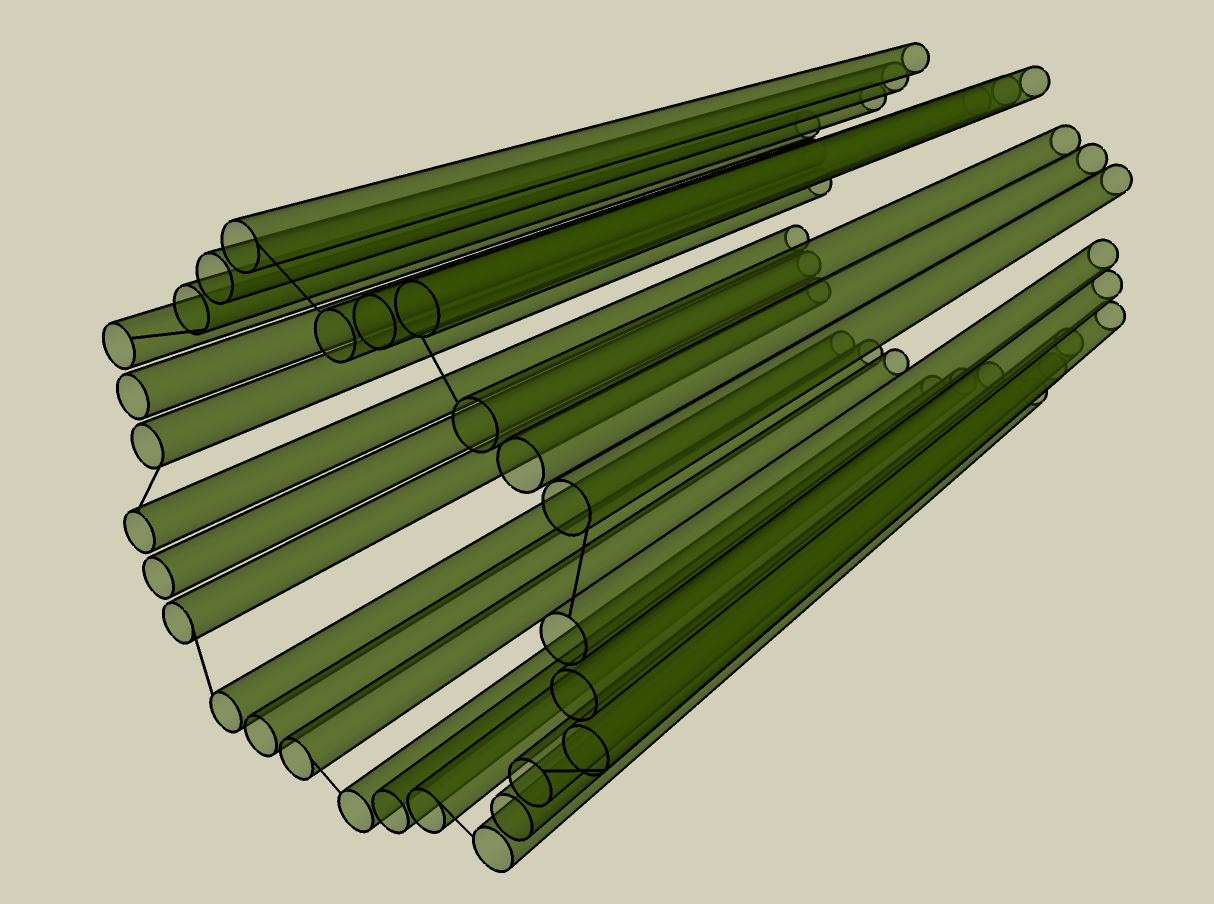
中心小体の三次元構造

中心小体（ちゅうしんしょうたい）は、多くの真核細胞に存在する細胞小器官、中心体の構成要素の一つ。二個一組の中心小体が垂直L字型に結合し二量体となったものを、中心体マトリックスが取り囲んだ構造体が中心体である。中心子、中心粒ともいう。

## 中心小体の複製
中心小体は分裂期の中心体のそれぞれに二本ずつ含まれ、分裂によって娘細胞に二本ずつ分配される。次の周期で中心小体が複製されることによって、その数が維持される。
中心小体の複製は、細胞周期のG1期とS期の間に起こる。G1からS期にかけて、母中心小体とよばれる既存の中心小体の側面から垂直に、娘中心小体が形成される。その後G2期からM期にかけて伸長し、細胞分裂によってそれぞれの中心小体の組が各娘細胞に受け継がれる。
受け継がれた中心小体はG1期に分離し、娘中心小体は新たな母中心小体（New mother centriole）となる。前の細胞周期でも母中心小体であった構造体は古い母中心小体（Old mother/Grandmother centriole）と呼ばれて区別される。二つの母中心小体の側面からは、再び娘中心小体が形成される。
中心小体の形成過程では、はじめにカートホイールと呼ばれる構造が母中心小体の側面に形成される。カートホイールは自転車の車輪のような構造が何層にも積み上がったものであり、その外側に微小管が形成されると娘中心小体となる。カートホイールは分裂期に娘中心小体から脱落するため、母中心小体には観察されない。
カートホイール形成のマスター制御因子はPLK4と呼ばれるキナーゼである。PLK4を過剰発現すると大量の中心小体が形成され、逆にCentrinoneなどの薬剤を用いて阻害すると中心小体の複製が阻害される。

## 構造

トリプレット微小管で構成されている中心小体

ヒトの中心小体は、3連微小管（トリプレット微小管）9つが環状に並んでいる、直径250nm, 長さ400nm程度の円筒状の構造である。中心小体の壁を構成する微小管のマイナス端側を”Proximal”　プラス端側を”Distal"と呼ぶ。
三連微小管は、中心小体の軸に近いものから順にA微小管、B微小管、C微小管と呼ばれている。一般的な微小管はチューブリン分子によるプロトフィラメントが13本環状に整列した構造体であるが、中心小体のA微小管は13本、A微小管の側面で形成されるB微小管は9本、B微小管の側面で形成されるC微小管は8本のプロトフィラメントから成る。中心小体のDistal側の先端部にはC微小管が存在せず、二連微小管となっている。
中心小体を構成する九つの三連微小管がバラバラになるのを抑えるために、A-Cリンカーやインナースキャフォールド,　カートホイールといった構造が繋ぐ役割を果たしている。A-Cリンカーは中心小体のProximal側にのみ存在し、A微小管と隣の三連微小管のC微小管の間をつなぐ構造体である。インナースキャッフォールドは中心小体の中央部に存在し、中心小体の内側から構造を支える骨組みとして機能する。カートホイールは娘中心小体のみのProximal側に存在する構造体であり、中心小体の複製に重要である。
また、古い母中心小体のみが、Distal側に中心小体アペンデージ と呼ばれる構造を持つ。アペンデージは二種類存在し、Distal側の先端にあるものをDistal appendage、それより少しProximal側にあるものをSubdistal appendageと呼ぶ。

### 他種の中心小体
キイロショウジョウバエなどの中心小体は、トリプレット微小管に代わって2連微小管（ダブレット微小管）が9本、線虫の精細胞などの中心小体はトリプレット微小管に代わって1本微小管（シングレット微小管）9本で構成されている。

## 中心小体の機能
中心小体は、有糸分裂の際に形成される紡錘体を形成するのに関わっている。また細胞質分裂を完了させるために重要な役割を担っていると考えられている 。以前は、動物細胞で紡錘体を形成するためには中心小体が必要であると考えられていたが、レーザー除去によって中心小体を除去した細胞でも細胞周期を進めることができると、実験的に証明された 。また、中心小体を持たない変異体のハエも、鞭毛や繊毛を欠く他はほぼ正常に成長することが示されており、鞭毛や繊毛を形成するためには中心小体が必要であるということが示唆されている。ほかに、レーザー除去や遺伝子操作を通して中心小体を欠いた細胞は星状体微小管を欠き、正常な不等分裂が出来ないことも示されている。
中心小体は鞭毛や繊毛の形成を調節しており、中心小体が正常に機能しないと鞭毛や繊毛が正常に形成されず、さまざまな疾病を起こすこともあることが知られている（メッケル症候群など）。

## 構成タンパク質

### カートホイール
- SASS6
- PLK4
- STIL

### インナースキャフォールド
- POC5
- POC1B
- centrin2
- FAM161A

### A-Cリンカー
- (不明）

### Distal appendage
- Cep164

### Subdistal appendage
- ODF2
- CEP128

### Distal tip
- CP110
- Cep97

## 関連用語
- 中心体
- 細胞分裂
- 鞭毛
- 繊毛